# Lu Shanglei
Lu Shanglei (卢尚磊S; Liaoning, 10 luglio 1995) è uno scacchista cinese.
Ha ottenuto il titolo di Grande maestro in ottobre 2011, all'età di 16 anni.

## Alcuni risultati
- 2011: in agosto arriva secondo, dietro a Li Shilong, nell'open della Malesia a Kuala Lumpur;[2]
- 2012: in giugno vince con il punteggio di 7,5 /9 il 1st Grand Europe Open di Golden Sands in Bulgaria;[3]
- 2014:  in ottobre vince a Pune il Campionato del mondo juniores (under 20),[4] qualificandosi per la Coppa del mondo 2015 di Baku;
- 2016: in giugno vince il campionato asiatico lampo in Uzbekistan.[5]
- 2019: in maggio vince il Campionato cinese.[6] In giugno partecipa come N.8 del tabellone al Campionato asiatico individuale nel quale giunge 9º con 6 punti su 9 (+3 =6 -0).[7]
- 2020: in dicembre è secondo al campionato cinese assoluto di Xinghua, perdendo il confronto con Yu Yangyi, con il quale si era classificato primo a pari merito, soltanto per la classifica avulsa[8].
- 2024: in dicembre vince imbattuto il Singapore International Open con 7,5 punti su 9.[9]